# 片山幽雪

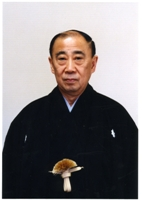
文化功労者顕彰に際して公表された肖像写真

片山 幽雪（かたやま ゆうせつ、1930年（昭和5年）8月26日 - 2015年（平成27年）1月13日）はシテ方観世流能楽師。京都片山家九世当主（片山家能楽・京舞保存財団理事長）。重要無形文化財保持者（人間国宝）。日本芸術院会員。日本能楽協会理事長。本名は片山 博太郎（かたやま ひろたろう）。

## 経歴
八世 片山九郎右衛門（片山博通）と京舞井上流の四代目井上八千代（井上愛子）の長男として生まれる。5歳で初舞台を踏んで以来、父および観世華雪と観世雅雪に師事し、京観世のやわらか味と観世銕之亟家系の幽玄静穏な芸味を身につける。1985年（昭和60年）、九世 片山九郎右衛門を襲名。以降芸術祭優秀賞（3回）、日本芸術院賞、紫綬褒章などを受賞、1995年（平成7年）日本芸術院会員、2001年（平成13年）人間国宝。2009年（平成21年）観世流「老分」となり、また文化功労者に認定。観世宗家より雪号を許され、翌年より片山幽雪を名乗る。
2015年（平成27年）1月13日、敗血症のため死去。84歳没。叙正四位、旭日重光章追贈。

## 親族
- 長女 五代目井上八千代
- 長男 十世 片山九郎右衛門
- 弟 片山慶次郎・杉浦元三郎

## 年譜
- 1936年　仕舞『猩々』で初舞台。
- 1939年　初シテ『岩船』。
- 1948年　この年より観世華雪および観世雅雪に師事。
- 1952年　『道成寺』披曲。
- 1953年　『翁』披曲。
- 1957年　『望月』披曲。
- 1963年　社団法人京都観世会会長。京都能楽養成会理事。
- 1965年　京都能楽会理事長。
- 1967年　社団法人日本能楽会理事。
- 1969年　『卒都婆小町』披曲。
- 1970年　『姨捨』披曲。
- 1981年　『鸚鵡小町』披曲。
- 1983年　社団法人能楽協会理事。
- 1984年　芸術祭優秀賞。
- 1985年　片山九郎右衛門襲名。芸術祭優秀賞。能楽協会常務理事。
- 1987年　芸術祭優秀賞。
- 1990年　日本芸術院賞。
- 1991年　社団法人能楽協会理事長。
- 1994年　紫綬褒章受章。
- 1995年　日本芸術院会員就任。
- 1996年　京都市文化功労者。
- 2001年　重要無形文化財保持者各個認定（人間国宝）。
- 2003年　京都府文化賞特別功労賞。
- 2009年　文化功労者。
- 2010年　観世宗家より雪号を許され、片山幽雪を名乗る。
- 2015年　死去

## DVD
- 能楽名演集 能『羽衣～彩色之伝』観世流 片山九郎右衛門（幽雪）／能『花筐』宝生流 三川泉、NHKエンタープライズ